# Gene Tunney

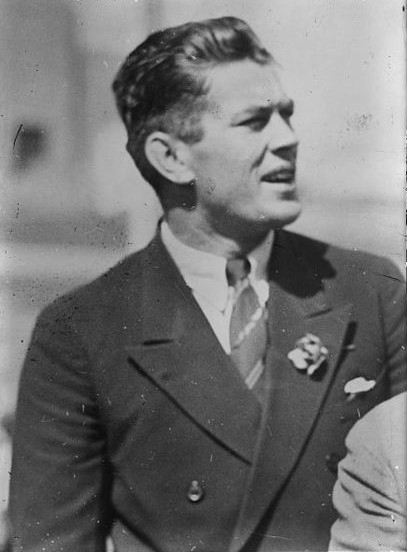
Gene Tunney

James Joseph "Gene" Tunney (New York, 25 mei 1897 – Greenwich, 7 november 1978) was een Amerikaans bokser. Hij hield de wereldtitel in het lichtzwaargewicht tweemaal tussen 1922-1923 en de zwaargewichttitel van 1926 tot 1928. 
Tunney was een zeer technische bokser. Hij nam het vijf keer op tegen zijn rivaal Harry Greb, waarvan hij drie keer won, een keer gelijk en een keer verloor. Hij had ook overwinningen op Georges Carpentier en Jack Dempsey (tweemaal; in 1926 en 1927). Tunney's succesvolle titelverdediging tegen Dempsey is een van de bekendste periodes in de bokshistorie en staat bekend als “The Long Count Fight”. Tunney stopte ongeslagen als zwaargewicht na zijn overwinning op Tom Heeney in 1928, waarna hij door The Ring Magazine werd uitgeroepen tot Fighter of the Year.